# Consolidation osseuse
 (janvier 2012).
Si vous disposez d'ouvrages ou d'articles de référence ou si vous connaissez des sites web de qualité traitant du thème abordé ici, merci de compléter l'article en donnant les références utiles à sa vérifiabilité et en les liant à la section « Notes et références ».
 (juillet 2008).
Améliorez-le ou discutez des points à vérifier. 
La consolidation osseuse est un processus de reconstruction de l'os à la suite d'une fracture osseuse.

## Processus de consolidation
Le processus de consolidation comporte 3 phases :

### La phase inflammatoire
Elle débute immédiatement après la fracture avec formation d’un hématome périfracturaire (J0 à J20).

### La phase de prolifération (phase d’union)
- Formation du cal mou (fibreux) (J20 à J30)
- Formation du cal dur (ossification) (J30 à J60)

### La phase de remodelage osseux
Elle a pour but d’adapter le segment osseux aux contraintes mécaniques (1 à 4 ans).

## Analyse
On peut arguer que la douleur sans doute contraint l'animal ou la personne blessée à protéger le membre jusqu'à consolidation de la fracture et que le remodelage qui suit lisse toute « marche d'escalier » au niveau du foyer de fracture, même en cas de comminution. Mais le remodelage est lié à la mise en charge sans retard du segment fracturé (comme dans l'allongement progressif avec appui complet).
La contribution du chirurgien dans le « traitement » de telles fractures « simples » du type supposé précédent peut selon le propos prêté par certains chirurgiens américains contemporains à Voltaire se réduire à « amuser le blessé pendant que la nature guérit la fracture »[réf. nécessaire].
On peut aussi arguer qu'au cours des 400 dernières années (Renaissance et armes à feu, véhicules à moteur, ascenseurs), une variété fondamentalement différente de fracture est devenue la variété commune. 
Ce serait faire de la fracture à « haute énergie », par accident de travail (industriel, agricole, véhicule à moteurs ou missiles), une fracture qui dépasserait les réserves de l'individu pour la consolider. 
Certains n'hésitent pas à franchir le pas : nouveau paradigme.
Les durées de consolidation au début du XIXe siècle sont enseignées en semaines (Internat sous Napoléon Ier), puis après la Grande Guerre jusqu'en mai 1968 et après, en mois.
Entre-temps, de grands noms de l'orthopédie (Watson-Jones et bien de ses contemporains français) se sont prononcés s'en rendre compte contre l'early weight bearing plus que probable de la Préhistoire (prédateurs).
Pour de nombreux chirurgiens orthopédiques du XXIe siècle, la fracture « motorisée » ou de « missile » imposerait une intervention, dont le but serait de convertir cette fracture en ersatz de fracture supposée à « faible énergie » de la Préhistoire, fracture que le corps serait alors préparé biologiquement à consolider à la condition que réduction, contention, et prise en charge des parties molles (muscles squelettiques) d'une fracture à « haute énergie » soient bien comprises, la fracture pourrait alors consolider selon la même cascade d'évènements que celle qui caractérise la fracture à « faible énergie ».